# (7002) Bronshten
(7002) Bronshten es un asteroide perteneciente al grupo de los asteroides que cruzan la órbita de Marte.
Fue descubierto el 26 de julio de 1971 por Nikolái Chernyj desde el observatorio Astrofísico de Crimea.

## Designación y nombre
Originalmente nombrado como 1971 OV, fue nombrado en honor a Vitalij Aleksandrovich Bronshten, astrónomo de Moscú y especialista en física y cosmogonía de los cuerpos menores del sistema solar. Además, contribuyó ampliamente al desarrollo de la astronomía amateur en la antigua Unión Soviética.

## Características orbitales
(7002) Bronshten está situado a una distancia media del Sol de 2,357 ua, pudiendo alejarse hasta 3,142 ua y acercarse hasta 1,572 ua. Su excentricidad es 0,333 y la inclinación orbital 4,584 grados. Emplea 1321,69 días en completar una órbita alrededor del Sol.

## Características físicas
La magnitud absoluta de (7002) Bronshten es 14,95. 